# 赤羽建美
赤羽 建美（あかばね たつみ、男性、1944年1月14日 - ）は、日本の作家。別名義は宝生茜。

## 略歴
東京都出身。青山学院高等部を経て、早稲田大学第一文学部卒業。在学中、NHK漫才台本コンクールで入賞した。私立高校の国語教師を勤めた後、1968年、集英社に入社し、『週刊プレイボーイ』編集部に在籍した。1971年に退職し、森山大道に師事してフリーランスのカメラマンとなる。1972年、主婦の友社に入社。同社では少女雑誌『ギャルズライフ』編集長となった。
1983年（昭和58年）、『住宅』で文学界新人賞を受賞し、芥川賞候補となる。1986年に主婦の友社を退職して、作家生活に入った。1987年（昭和62年）以降には、「集英社文庫コバルトシリーズ」などでユーモア・ミステリーを数多く執筆していたが、1990年代半ばからは恋愛マニュアル本を数多く執筆している。女性向け自己啓発書に対する評価が高い作家である。
2000年（平成12年）からは「宝生茜」の筆名でミステリー小説を手がける。以来、宝生茜名義でミステリーを、赤羽建美名義でエッセイを書いている。

## 著書

### 小説
祥伝社
- お笑い警部シリーズ（1986 - 1987）
  - 1.かぶと虫殺人事件（ノン・ノベル）
    - 【改題】かぶと虫は知っている（角川スニーカー文庫、1990）

  - 2.ハウスマヌカン殺人事件（ノン・ポシェット）
  - 3.スーパースターは生首が好き（ノン・ポシェット）

集英社
- コバルト文庫
  - 犬も歩けば死体に（以下、集英社文庫―コバルトシリーズ、1987）
  - 猫の手も借りたい殺人（1987）
  - お願い、パンダ様（1987）
  - 南子探偵クラブ（1987 - 1990）

  1. 少女漫画家は眠らない
  2. ホラーこわい!!
  3. 迷路へようこそ
  4. ハロウィーン特急
  5. さよなら、コアラ先生
  6. バレンタイン泥棒
  7. みんなの幽霊
  8. 花嫁は初心者マーク
  9. 殺人まねき猫
  10. 死体でデート

  - 怪盗・紅真っ赤シリーズ（1989 - 1990）

  1. 女王のネックレス文庫
  2. あたしを盗んでほしいのに
  3. 聖(きよ)し殺しの夜
  4. 教室のシンデレラ
  5. 雪女のシュプール（以下、コバルト文庫）

  - ボク、しま猫アポロ（1990）
  - アンドロメダ伝説（1991）

- 集英社文庫
  - 彼に殺される!?―結婚ミステリー（1987）
  - 探偵花子シリーズ（OL花子探偵シリーズ、1988 - 1989）

  1. OL花子の探偵デビュー
  2. 社内恋愛は×(バツ）
  3. 犯人(ホシ)も木から落ちる
  4. 悪魔のお告げ

扶桑社
- 日本のシ語（1986）
- 東京恋愛小説（1990 - 1993）

1. いつも先に来てる僕 ONE OF THEM
2. 私と彼のいる場所 Illusion
3. インテリア ONE DAY IN MY LIFE

- 夜の贈り物（1994）

角川書店
- 角川文庫
  - 親しみやすい不倫（1987）
  - ドライヴ・デイト・マニュアル（1989）
  - 香港・殺人＆買物マップ（1989）
  - 東京・ロス2度物語（1989）
  - パリよ、こんにちは（1989）

- 恋愛物語（1990）

講談社
- ハッピー・ロード（1988）
- 恋人たちのデジャ・ヴュ（1990）
  - 【改題】メトロ・クルージング（講談社文庫、2018）

徳間文庫 パステルシリーズ
- 名探偵・里香シリーズ（1989）

1. 不思議の国の猫
2. 寒い寒い夏休み

小学館 パレット文庫
- 王子スコルピオン 全5巻（1999 - 1992）
- パンドラの微笑み（1991）
- イカロスの涙（1991）
- おとめ座伝説（1992）
- ナルシスの鏡（1992）
- ピュグマリオンの少女（1992）
- BOYS & GIRLS 全3巻（1993）

勁文社
- イヴの贈り（1991）
- ディープ・キス（1991）
- 夏にみる夢（1992）

PHP研究所
- 血液型シミュレーション小説（1993）

1. A 好きになってもいいですか?
2. O やさしさは誰のために
3. AB わたしを独りにしないで
4. B 彼女の恋のビタミン

その他
- 電脳世紀 近未来ハードボイルド（有楽出版社、1989）
- 青山ナンパな物語（実業之日本社、1989）
- ワン・オヴ・ゼム（文化出版局、1991）
- 恋の嵐 ♀♂の!?な12のシーン（シンコー・ミュージック、1991）
- 気がつくと君を見ていた―for all lovers（大和書房、1992） - 小説・エッセイ
- とほほ眼鏡（彩流社、2005） - エセノベル（エッセイ+ノベル）

「宝生茜」名義
- 闇迷路（河出書房新社、2000）
- 一条茜探偵事務所（中央公論新社 C★NOVELS、2001 - 2002）

1. 猟奇の夏
2. リーインカーネイション
3. 仮面少女舞踏会

### マニュアル本
| ネコ・パブリッシング - アーバンなクルマ生活 そろそろソアラは卒業だ（企画室ネコ、1986） - 女の簡単ルール100（2003） - ズバリ!もてる男の極意（2005） 大和書房 - 素敵勝手な恋愛マナー 初級から上級まですべてのアナタのための恋愛教科書（1990） - テレビを消しなさい 恋のトークレッスン（1990） - だいじょうぶ、恋のストレス 恋の憂うつ解消読本（1991） - はじめての恋愛 Boys & girlsのためのきっとうまくいく恋愛教科書（1993） - もっと本気の恋 二度目からの恋のために（1994） - 女のルール100 昨日までの自分とサヨナラする方法（1995） - 女のサクセス100 うまくいく自分がきっと見つかる（1996） - 恋のホントが知りたい 誰だって恋愛でハッピーになれる（1995） - 自分の「素敵」を見つけよう（1997） - 好きな人に愛される50の習慣（1999） PHP研究所 - 結婚志願 したいのにしない12のワケ（1993） - 愛される女性になる36のヒント（2005） - 美人のひと言 女性が劇的に進化する魔法の100フレーズ（2005） - 「女の勘」はなぜ鋭いのか（PHP新書、2008） - PHP文庫 - 女性が好かれる9つの理由（2004） - きもちリセット きっと、今よりラクになる（2006） - 心を休めるハッピールール（2009） 実業之日本社 - 男から言わせてもらえば いい女・いい恋についての私(ボク)的意見（1993） - 男の恋ごころ ちょっと覗いてみませんか?（1993） - 結婚 その男性(ひと)に決めますか?（エスカルゴ・ブックス、1993） - しあわせな恋愛 とびっきりの恋してる?（1995） - あなたが決める生き方（1995） - 気になる彼の恋のツボ（男の恋ごころ pt.3)（1997） - 自分のために『遊ぶ』ということ（1998） ダイヤモンド社 - 40代から学び始めること（1998） - 人は一日で生まれ変わる（1999） - なぜAさんは好かれてBさんは好かれないのか（2005） | 三笠書房 - なぜか好かれる女性(ひと)50のルール（2000/2005 知的生きかた文庫わたしの時間シリーズ） - なぜか必要とされる女性(ひと)50のルール（2001） - なぜか会いたくなる女性(ひと)50のルール（2002） - 魅力的な女性は相手の心をつかむのがうまい。（2003） - 「好かれる女性(ひと)」のちょっとした気の使い方（2004） - 王様文庫 - 男性と賢くつき合う本（2002） - 男が「魅力的だ」と思う女性47の共通点（2006） - 人は「見た目」でこう判断される!（2006） - うまくいく人の毎日の習慣（2008） - 知的生きかた文庫 1. 愛される女性(ひと)・愛されない女性(ひと) 61の恋愛法則（2001） 2. 「信頼される人」のシンプル・ルール（2007） - わたしの時間シリーズ 1. なぜか「感じのいい女性(ひと)」38のルール（2006） 2. ずっと「一緒にいたい女性」38の魅力（2007） 青春出版社 - "ずっと欲しかったもの"を手に入れるとっておきの魔法（2002） - "幸せオーラ"がある女性のちょっとした習慣（2004） 日本文芸社 - 好かれる女性の「ものの言い方」（2003） - 運がいい女性になる50のルール（2004） 永岡書店 コスモ文庫 - 幸運がどんどんやって来る60の法則（2006） - 飽きられる女、愛される女（2007） その他 - 上司を動かす これで会社はこわくない（飛鳥新社、1992） - 男のコの気持ち ファースト・ラブのあなたに（ポプラ社 ジュニアメッセージ文庫、1993） - 男のコの恋愛法則（小学館 パレット文庫、1994） - 素敵勝手な恋愛マナー（扶桑社文庫、1994） - いい女だから癒される（ティーツー出版、1997） - わかる恋愛（自由国民社、1998） - 明日のために今日できること（ベストセラーズ、1999） - すぐ!モテ 「モテる女」になれる本（九天社、2005） - 最後の恋を叶えるための27の秘密（サンクチュアリ・パブリッシング、2006） - オトコゴコロ 摩訶不思議な「男子」についての質疑応答150（トランスワールドジャパン、2008） |